# 石勒苏益格-荷尔斯泰因问题

日德蘭半島地圖，黃色為霍爾斯坦，棕色為南什勒斯維希，紅色為北什勒斯維希，暗紅色為丹麥其他領土

什勒斯維希-霍爾斯坦問題（德語：Schleswig-Holsteinische Frage），是19世紀兩個公國什勒斯維希和霍爾斯坦造成丹麥和德意志邦聯之間一系列的政治前途問題（國族問題，National Question）。英國政治家巴麥尊子爵曾說：「只有三個人曾经明白石勒苏益格-荷尔斯泰因事务，一個王夫，已經去世了，一個德国教授，已經瘋了，還有我，已經全忘了。」。
從維京時期開始，什勒斯維希便是丹麥的一部份，並在12世紀成為丹麥的公國。丹麥曾多次嘗試將什勒斯維希公國再次併回丹麥的王國直屬領土中。1848年3月27日丹麥國王弗雷德里克七世頒布自由憲法，新憲法稱什勒斯維希的自治將會持續下去，然而什勒斯維希將成為丹麥不可分割的領土。此舉造成什勒斯維希和霍爾斯坦的多數德裔居民公開反抗，支持什勒斯維希和霍爾斯坦自丹麥獨立，並與德意志邦聯緊密合作。普魯士以軍事介入支持反抗行動：普軍於1848年至1851年的第一次什勒斯維希戰爭中，將丹麥軍隊趕出什勒斯維希和霍爾斯坦。第二次的嘗試合併則是克里斯蒂安九世1863年簽訂的十一月憲法，十一月憲法被視為是違反1852年倫敦議定書的內容，並引發1864年的普丹戰爭。
第一次世界大戰之後，什勒斯維希-霍爾斯坦主權歸屬問題於凡爾賽條約約定由1920年公民投票解決。最後丹麥裔多數之北什勒斯維希(第一選區)歸屬於丹麥，其餘則由德國擁有主權。
1990年，石勒苏益格-荷尔斯泰因地区的边界由《最终解决德国问题条约》确定，北石勒苏益格归丹麦，南石勒苏益格和荷尔斯泰因归德国。

## 引用文獻
1. ↑  Lytton Strachey, Queen Victoria （页面存档备份，存于）, 1921.